# 矢本横穴
矢本横穴（やもとよこあな）、または矢本横穴墓群（やもとよこあなぼぐん）は、宮城県東松島市矢本上沢目に所在する横穴墓群。近隣の赤井官衙遺跡とともに赤井官衙遺跡群を構成し「赤井官衙遺跡群 赤井官衙遺跡 矢本横穴」の名称で、2021年（令和3年）3月26日に国の史跡に指定された。

## 解説
横穴墓は丘陵や台地の斜面に横穴を掘り埋葬施設とした墓である。矢本横穴は上総国東部の長柄横穴群と類似点があり、造営には道嶋氏の関わりが想定される。男性のみならず女性や未成年の人骨も発見され、朝廷との結びつきを示す遺物などが数多く見つかり赤井官衙遺跡との関係を裏付けるものと考えられている。

## 発掘調査
1968年（昭和43年）から1969年（昭和44年）にかけて発掘調査が行われ、その後東日本大震災によって斜面が崩れた際の復旧工事に伴い、90基ほどの横穴墓の調査が行われ、人骨の他、土器、刀、勾玉、古銭などが発見された。